# Abatus agassizii
Abatus agassizii is een zee-egel uit de familie Schizasteridae.
De wetenschappelijke naam van de soort werd voor het eerst geldig gepubliceerd in 1910 door Theodor Mortensen.